# Jan Oryszowski
Oryszowski Jan (ukr.: Оришевський  Ян)  (ur. około 1535 – zm. około 1608) – hetman kozacki, w latach 1580 — 1591 należał do starszyzny, jeden z organizatorów rejestru kozackiego. Pochodził ze spolonizowanej szlachty ukraińskiej.
W roku 1576 był pomocnikiem starosty kniazia Michała Wiśniowieckiego (ukr.: Вишневецький Михайло), dowodził oddziałem kozaków rejestrowych. Od  1580 wspierał zbrojnie Stefana Batorego w walkach przeciwko państwu moskiewskiemu, a w 1585 zorganizował atak na Chanat Krymski. 
W 1587 był przedstawicielem wojsk zaproskich na sejm elekcyjny Rzeczypospolitej, który dokonał wyboru Zygmunta III Wazy. W 1600 roku występował w roli negocjatora pomiędzy władzami polskimi a kozakami odnośnie do umowy dotyczącej współudziału kozaków w wyprawie do Mołdawii. 
Umarł najprawdopodobniej w mieście Hajsyn, w obwodzie winnickim.